# 장흥군·강진군·영암군
장흥군·강진군·영암군은 대한민국의 옛 국회의원 선거구이다. 당시 전라남도 장흥군, 강진군, 영암군 지역을 관할했다.

## 역사
제18대 국회의원 선거를 앞두고 선거구 개편이 이루어지면서 장흥군·영암군 선거구에 강진군이 편입되면서 신설되었다.
제20대 국회의원 선거를 앞두고 전라남도의 선거구가 개편되었다. 이에 장흥군, 강진군은 고흥군·보성군·장흥군·강진군 선거구를 이루고, 영암군은 영암군·무안군·신안군 선거구를 이루게 됨에 따라 폐지되었다.

## 역대 국회의원
| 선거   | 정당 | 정당       | 의원   |
| ------ | ---- | ---------- | ------ |
| 2008년 |      | 통합민주당 | 유선호 |
| 2012년 |      | 민주통합당 | 황주홍 |

## 역대 선거 결과

### 대한민국 제18대 국회의원 선거
|  | 67.66% |

|  | 15.76% |

|  | 6.33% |

|  | 6.18% |

|  | 4.04% |

### 대한민국 제19대 국회의원 선거
|  | 51.87% |

|  | 22.85% |

|  | 19.11% |

|  | 4.13% |

|  | 2.02% |